# Cratere Acelin
Acelin è un cratere sulla superficie di Giapeto.